# Clown & Co.
Clown & Co. war eine Kindersendung des Bayerischen Rundfunks in den 1970er Jahren, die im Dritten Programm ausgestrahlt wurde. Die erste Sendung lief im Januar 1976, die letzte im März 1978. Drei weiß geschminkte Clowns (Erich Schleyer, Franz Hanfstingl und die Niederländerin Kora De Nes), die in einer Wohngemeinschaft wohnten, führten lustige Szenen auf. Sie erklärten den Kindern spielerisch Dinge. Sie errichteten sogar einen „Spielplatz für Erwachsene“, der natürlich nicht so toll funktionierte wie ein richtiger Spielplatz. Zum Schluss jeder Sendung fasste Clown Erich immer den Inhalt der Geschichte zusammen.